# سازند هرمز
سازند هرمز یا سری هرمز یکی از سازندهای زمین‌شناسی زاگرس با سن پرکامبرین پسین تا کامبرین میانی است. سازند هرمز یکی از جلوه‌های زمین‌شناسی خلیج فارس و گستره‌های واقع در حد فاصل گسل کازرون در غرب و گسل میناب در شرق است. زمین‌شناسان برای معرفی این مجموعه رسوبی از نام‌های گوناگونی مانند «سازند هرمز»، « «سری هرمز»» و… استفاده کرده‌اند. در سال ۱۳۶۹ یوهان اشتوکلین به جای سری یا سازند از نام «مجموعه هرمز Hormoz Complex» استفاده کرد که با توجه به خاستگاه فیزیکی گونه‌گون سنگ‌ها، به ویژه زمین‌ساخت پیچیده آن‌ها، مطلوب‌ترین پیشنهاد است.
مجموعه هرمز آمیزه‌ای از سنگ‌های گوناگون با جنس و خاستگاه متفاوت‌اند و در یک نگاه کلی می‌توان آن‌ها را به انواع سنگ‌های رسوبی تبخیری، سنگ‌های رسوبی غیر تبخیری، سنگ‌های ماگمایی و سنگ‌های دگرگونی تقسیم کرد.